# Ровт-под-Менино
Ровт-под-Менино (словен. Rovt pod Menino) — поселення в общині Назарє, Савинський регіон, Словенія. Висота над рівнем моря: 650,3 м.